# Хименес, Хуан Рамон
Хуа́н Рамо́н Химе́нес (исп. Juan Ramón Jiménez; 23 декабря 1881, Могер, Испания — 29 мая 1958, Сантурсе, Пуэрто-Рико) — испанский поэт, один из лучших лириков своего языка. Лауреат Нобелевской премии по литературе 1956 года «За лирическую поэзию, образец высокого духа и художественной чистоты в испанской поэзии».

## Биография
Хуан Рамон Хименес родился 23 декабря 1881 года в андалусийском городке Могер в семье виноторговца Виктора Хименеса и Пурификасьон Мантекон Лопес-Парехо. Он был самым младшим в семье. У Хуана Рамона было две сестры (Игнасия и Виктория) и брат — Эустакио.
В детстве Хуан Рамон был очень мечтательным мальчиком, он мог подолгу любоваться красивыми вещами. Он очень любил смотреть в калейдоскоп. В то же время он совсем не переносил уродства. Мёртвые и смерть его очень пугали.
В 1893 году, по примеру своего брата Эустакио, Хуан Рамон поступил в иезуитский колледж. Спустя три года, став бакалавром и получив среднее образование, он поступил на юридический факультет Севильского университета. Вместе с тем он брал уроки живописи и кадисского учителя Сальвадора Клементе. В 1898 году Хименес бросил университет и вплотную занялся поэзией, в связи с чем вернулся в родной Могер. Уже 6 августа того же года в барселонском журнале «Чёрный кот» (исп. El gato negro) была напечатана его первая поэма «La guajira».

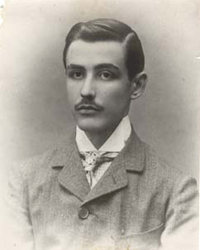
Юный Хименес около 1900 года

В 1900 году, приглашённый Рубеном Дарио и Франсиско Виллаэспесой в Мадрид для знакомства с поэтами-модернистами, он всерьёз увлёкся чтением работ поэтов — основателей испаноязычного модернизма, особенно Леопольдо Лугонеса, Амадо Нерво и Мануэля Диаса Родригеса. 3 июля в том же году в результате сердечного приступа умер его отец. Хименес тяжело переживал смерть отца. У него участились проблемы с дыханием, и он постоянно думал о том, что умрёт так же, как отец. Кроме того, со смертью отца семья Хименеса потеряла всё имущество, которое по решению Верховного суда перешло в пользу банка Бильбао. Эти события сделали Хименеса нервным. В 1901 году он был направлен в психиатрический санаторий в Бордо, где лечился от депрессии. 
Живя в одном доме с семьёй доктора Лалана, Хименес влюбился в его дочь Марту (в своих стихотворениях он называет её Франсиной). Проводя много времени в библиотеке доктора Лалана, Хименес зачитывался поэзией французских поэтов-символистов — Бодлера, Верлена, Малларме. Уже в сентябре он поселился в санатории Розарио в Мадриде. Хуан Рамон Хименес был влюблён практически во всех сестёр милосердия, работавших в том санатории. Чаще всего упоминают[кто?] двух из них — сестру Марию де Пилар де Хесус и Бланку Эрнандес Пинзон.
В 1902 году Хименес выступил инициатором создания испанского литературного журнала «Гелиос» модернистской направленности совместно с Августином Керолем, Грегорио Мартинесом Сьеррой, Рамоном Пересом де Айалой, Педро Гонсалесом Бланко и Карлосом Наварро Ламаркой. Журнал содержал как художественные тексты (в прозе и стихах), так и критические разборы литературных произведений. С журналом сотрудничали поэт и журналист Рубен Дарио, писатель и философ Мигель де Унамуно, писатель и журналист Хосе Мартинес Руис (Асорин), писатель и дипломат Хуан Валера, поэты Антонио и Мануэль Мачадо, поэт и журналист Сальвадор Руэда Сантос и другие. На страницах «Гелиоса» Хименес в том же году опубликовал свою работу «Arias tristes».
Чуть позже он покинул санаторий Розарио и переселился к врачу-неврологу Луису Симарро. В 1903 году, благодаря своим друзьям в Мадриде — Грегорио Мартинесу Сьерре и Марии Лехаррага, он познакомился с красивой и образованной североамериканкой Луизой Гримм, супругой испанского предпринимателя Антонио Мурьедаса Манрике де Лара, владельца своего дела в Мексике. Хименес влюбился в Луизу и даже задумывался о браке с ней, но это ни к чему не привело. Тем не менее Гримм снабжала Хименеса большим количеством английской литературы. А совместно с Альберто Хименесом Фродом Хименес взялся за перевод «Гимна духовной красоте» Перси Шелли.
Хименес путешествовал по Франции и США, где в 1913 встретил писательницу, переводчицу Рабиндраната Тагора Зенобию Кампруби, которая в 1916 году стала его женой и помощницей.
С началом Гражданской войны (в которой погиб племянник Хуана Рамона, фалангист Хуан Рамон Хименес Байо) супруги при помощи Мануэля Асаньи покинули столицу и эмигрировали. Сперва Хименес стал дипломатом и обосновался в Вашингтоне в качестве атташе по культуре. В 1937 году он переехал читать лекции на Кубу. 
Затем супруги жили в США (в Майами в 1939—1942, Вашингтоне в 1942—1944 и, наконец, Балтиморе, где оба преподавали в Университете Мэриленда) Пуэрто-Рико (с 1946). По приезде в Пуэрто-Рико поэт снова на восемь месяцев был госпитализирован в состоянии депрессии. Преподавал в Университете Пуэрто-Рико. С августа по ноябрь 1948 года Хименесы отправились морем в Аргентину и Уругвай, где их тепло приняли. 
В 1956 году его жена умерла от рака, Хименес не мог оправиться от этой потери. Через два года он скончался в той же клинике, где умерла жена.

## Творчество
Критики обычно различают в творчестве Хименеса три этапа — 1898—1915, 1916—1936, 1937—1958. На первом он пережил влияние романтической лирики Беккера, французского символизма (Бодлер, Верлен), модернистской поэтики Дарио. Второй этап отмечен воздействием англоязычной поэзии (Блейк, Шелли, Эмили Дикинсон, Уильям Батлер Йейтс). Третий этап определён многолетним изгнанием, это период духовного поиска, тяги к просветлению, определённой близости к традициям испанских мистиков.
В наследии Хименеса выделяются также лирическая повесть в микроновеллах о сельской Андалусии «Платеро и я» (1914) и эссе о писателях-современниках «Испанцы трех миров» (1942).

## Основные прижизненные издания
- Almas de violeta (1900)
- Ninfeas (1900)
- Rimas (1902)
- Arias tristes (1903)
- Jardines lejanos (1904)
- Pastorales (1905)
- Elejías puras (1908)
- Elegías intermedias (1909)
- Olvidanzas (1909)
- Baladas de primavera (1910)
- La soledad sonora (1911)
- Poemas mágicos y dolientes (1911)
- Melancolía (1912)
- Laberinto (1913)
- Platero y yo (1914)
- Estío (1915)
- Sonetos esprituales (1916)
- Diario de un poeta recién casado (1917)
- Poesías escogidas (1899—1917) (1917)
- Eternidades (1918)
- Piedra y cielo (1919)
- Segunda antología poética (1899—1918) (1922)
- Belleza (1923)
- Unidad (1925)
- Obra en marcha (1929)
- Sucesión (1932)
- Presente (1934)
- Canción (1936)
- La estación total con canciones de nueva luz (1936)
- Política poética (1936)
- Verso y prosa para niños (1937)
- Ciego ante ciegos (1938)
- Españoles de tres mundos (1942)
- Antología poética (1944)
- Voces de mi copla (1945)
- La estación total con las canciones de la nueva luz (1946)
- Animal de fondo (1947)
- Diario de poeta y mar (1948)
- Romances de Coral Gables (1948)
- Dios deseado y deseante (1949)
- Tercera antología poética (1957)

## Посмертные издания

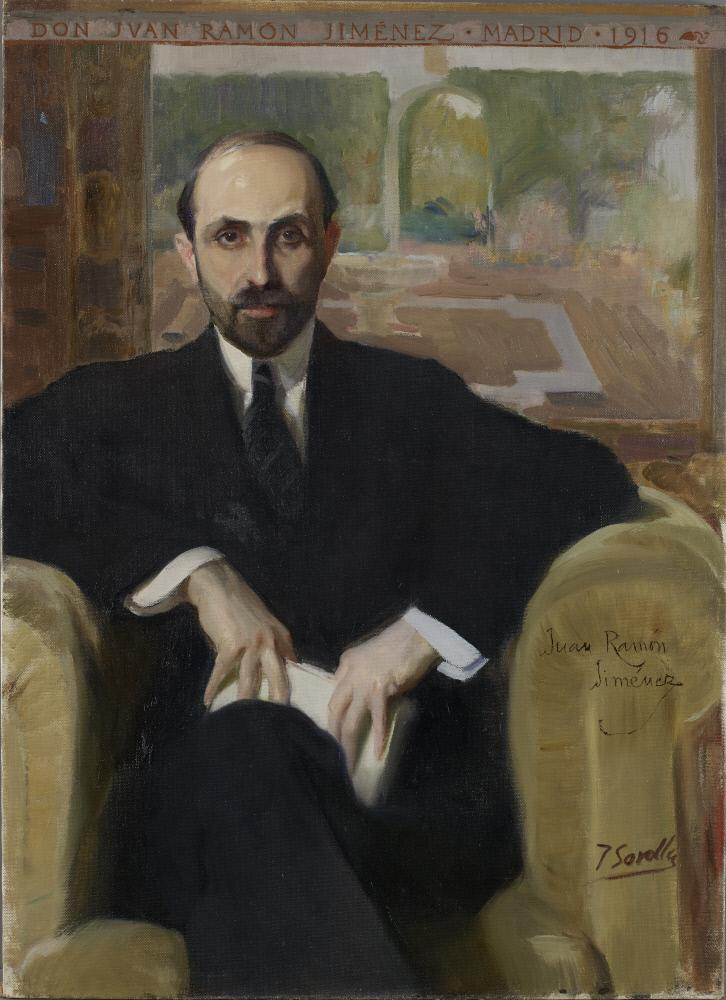
Хоакин Соролья. Портрет Хименеса (1916)

- Хоакин Соролья. Портрет Хименеса (1916)La corriente infinita (1903—1954 (1961)
- Por el cristal amarillo (1902—1954) (1961)
- El trabajo gustoso (1948—1954) (1961)
- Primeras prosas (1890—1954) (1962)
- La colina de los chopos (1913—1928) (1965)
- Cartas literarias (1977)
- Tiempo y espacio (1982)
- La realidad invisible (1983)
- Guerra en España (1985)
- Poesía y prosa inéditas (2004)
- Epistolario (2006)

## Публикации на русском языке
- Платеро и я. — Кишинев, 1975.
- Испанские поэты XX века: Хуан Рамон Хименес. Антонио Мачадо. Федерико Гарсиа Лорка. Рафаэль Альберти. Мигель Эрнандес. — М.: Художественная литература, 1977. — (Библиотека всемирной литературы. Т. 143) С. 29—154.
- Избранное. — М.: Художественная литература, 1981.
- Платеро и я. — М.: Детская литература, 1981.
- Вечные мгновения. — СПб.: Северо-Запад, 1994.
- Стихи// Поэты — лауреаты Нобелевской премии. — М.: Панорама, 1997. — С. 168—198.
- Испанцы трех миров: Избранная проза, стихотворения/ Перевод с испанского Анатолия Гелескула; Составление, предисловие и комментарии Натальи Малиновской. — СПб.: издательство Ивана Лимбаха, 2008.

## Память
О событиях из жизни Хуана Рамона Хименеса в 2015 году режиссёром Антонио Гонсало был снят художественный фильм «Сияние во времени» (исп. La luz con el tiempo dentro).